# 土井忠雄
土井 忠雄（どい ただお、1908年 - 1994年）は、日本の仏教学者、真宗学者。京都女子大学名誉教授。浄土真宗本願寺派勧学。広島県生まれ。

## 略歴
- 1925年、浄土真宗本願寺派得度。
- 1925年、中央仏教学院卒、
- 旧制平安中学校卒、龍谷大学卒、研究科卒、応召、浄土真宗本願寺派宗学院卒。
- 1943年、中央仏教学院講師。
- 1955年、浄土真宗本願寺派司教。
- 1957年、京都女子大学教授、並びに学監。
- 1975年、定年退職、京都女子大学名誉教授。
- 1975年、龍谷大学特認教授。
- 1975年、中央仏教学院院長（1987年迄）。
- 1979年、浄土真宗本願寺派勧学。

## 著書
- 『七租聖教概説』（百華苑 1957）
- 『親鸞を慕いて』（百華苑 1965）
- 『宗祖聖人のお心に立ちかえる』（本願寺出版協会 1972）
- 『真宗研究序説』（百華苑 1978）
- 『講座親鸞の思想9 親鸞思想の文献解説』（教育新潮社 1979）
- 『真宗安心の領解―土井忠雄集』 （現代真宗名講話全集-43、教育新潮社 1979）

### 論文
- CiNii>土井忠雄
- INBUDS>土井忠雄

## 土井文庫
長年の蔵書を中央仏教学院に寄贈し、土井文庫となる。現在入手不可能な本も多数あり。